# Coborârea lui Hristos în iad

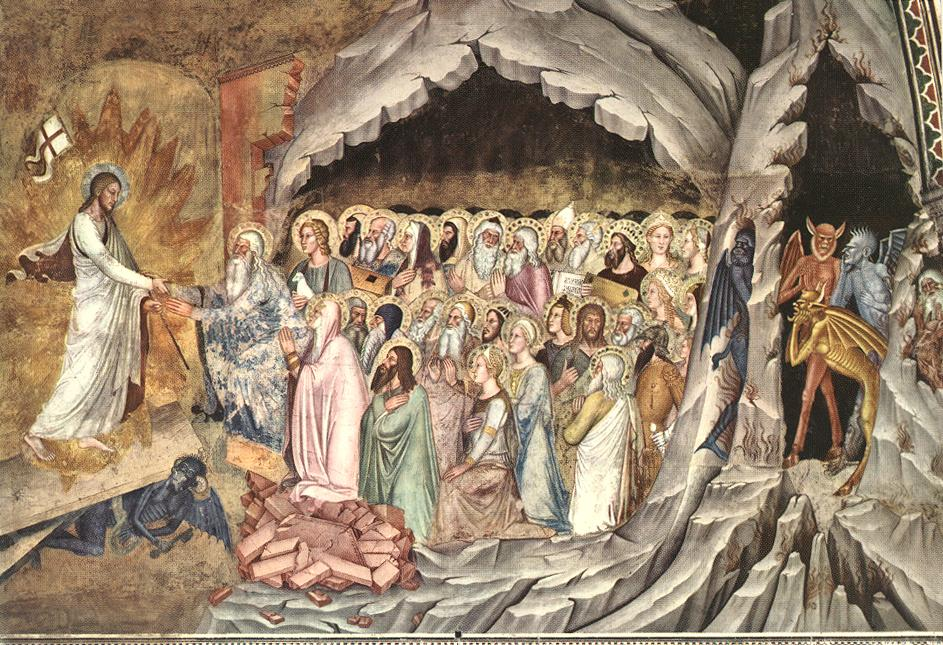
Coborarea lui Hristos în iad, frescă de Andrea Bonaiuti da Firenze, Capela Spagnuolo, Santa Maria Novella, Florența.

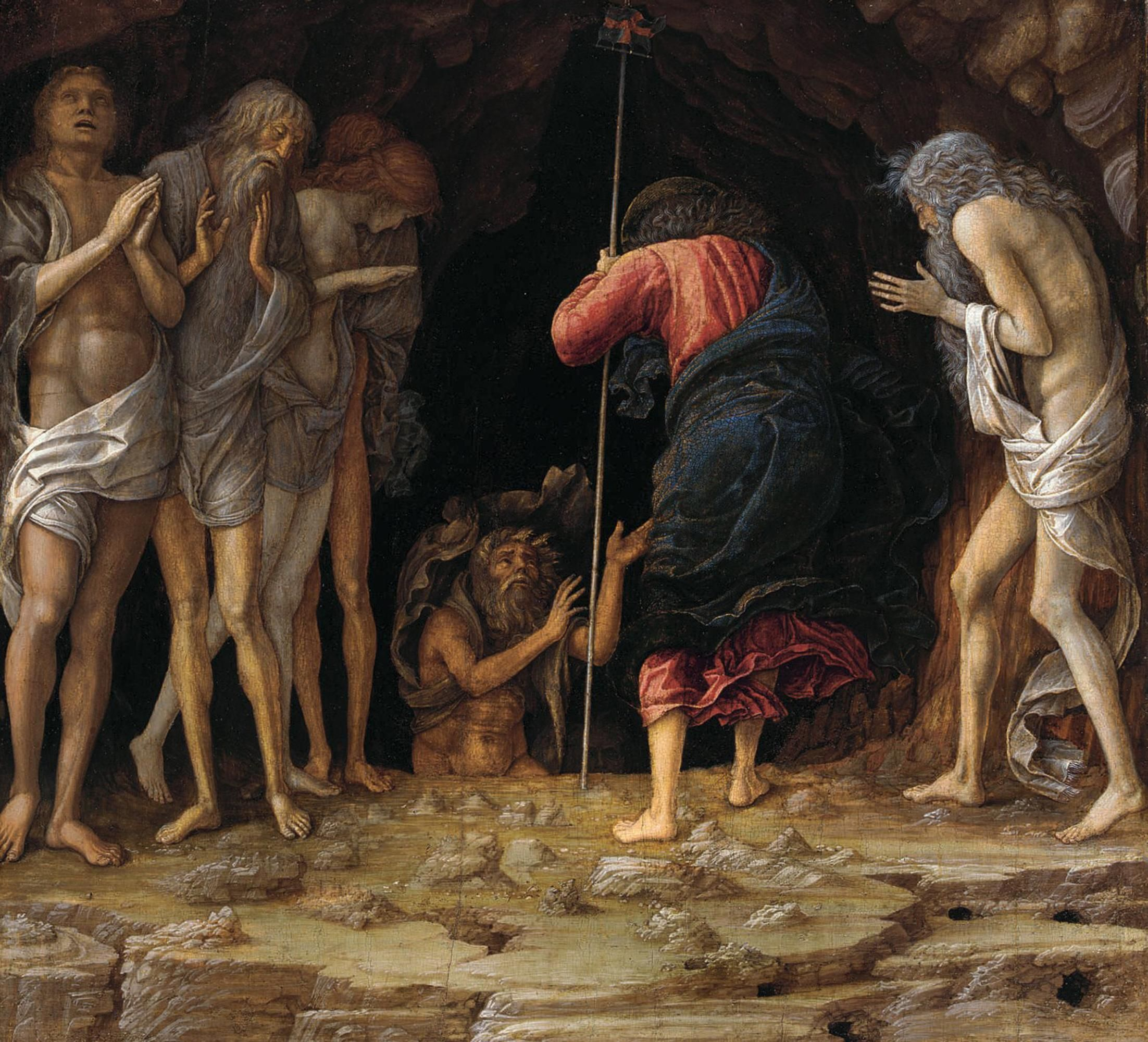
Coborarea lui Hristos în iad, pictură de Andrea Mantegna.

Coborârea lui Hristos în iad (latină Descensus Christi ad Inferos) este o idee bazată pe discursul apostolului Petru: 30. Fiindcă David era prooroc, și știa că Dumnezeu îi făgăduise cu jurământ că va ridica pe unul din urmașii săi pe scaunul lui de domnie, 
31. despre învierea lui Hristos a proorocit și a vorbit el, când a zis că sufletul lui nu va fi lăsat în Locuința morților, și trupul lui nu va vedea putrezirea. (Faptele Apostolilor 2:30-31). 
Simbolul apostolic spune că Hristos „a pătimit sub Ponțiu Pilat, s-a răstignit, a murit și s-a îngropat: s-a coborât în iad, a treia zi a înviat din morți”.
Mai târziu, acesta a fost extinsă în legende, precum în evanghelia apocrifă a lui Nicodim.

## Legături externe
- Catholic Encyclopedia: Harrowing of Hell
- Encyclopædia Britannica: Harrowing of Hell
- Gospel of Nicodemus: Descensus Christ ad inferos
- The Gospel of Nicodemus including the Descent into Hell
- Harrowing of Hell Arhivat în 14 martie 2012, la Wayback Machine. in the Chester Cycle
- Le Harrowing of Hell dans les Cycles de York, Towneley et Chester, by Alexandra Costache-Babcinschi (ebook, French)
- Lord's Descent into Hell, The
- Russian Orthodox iconography of the Harrowing of Hell
- Summa Theologica: Christ's descent into hell